# متحف فيصل بن قاسم آل ثاني

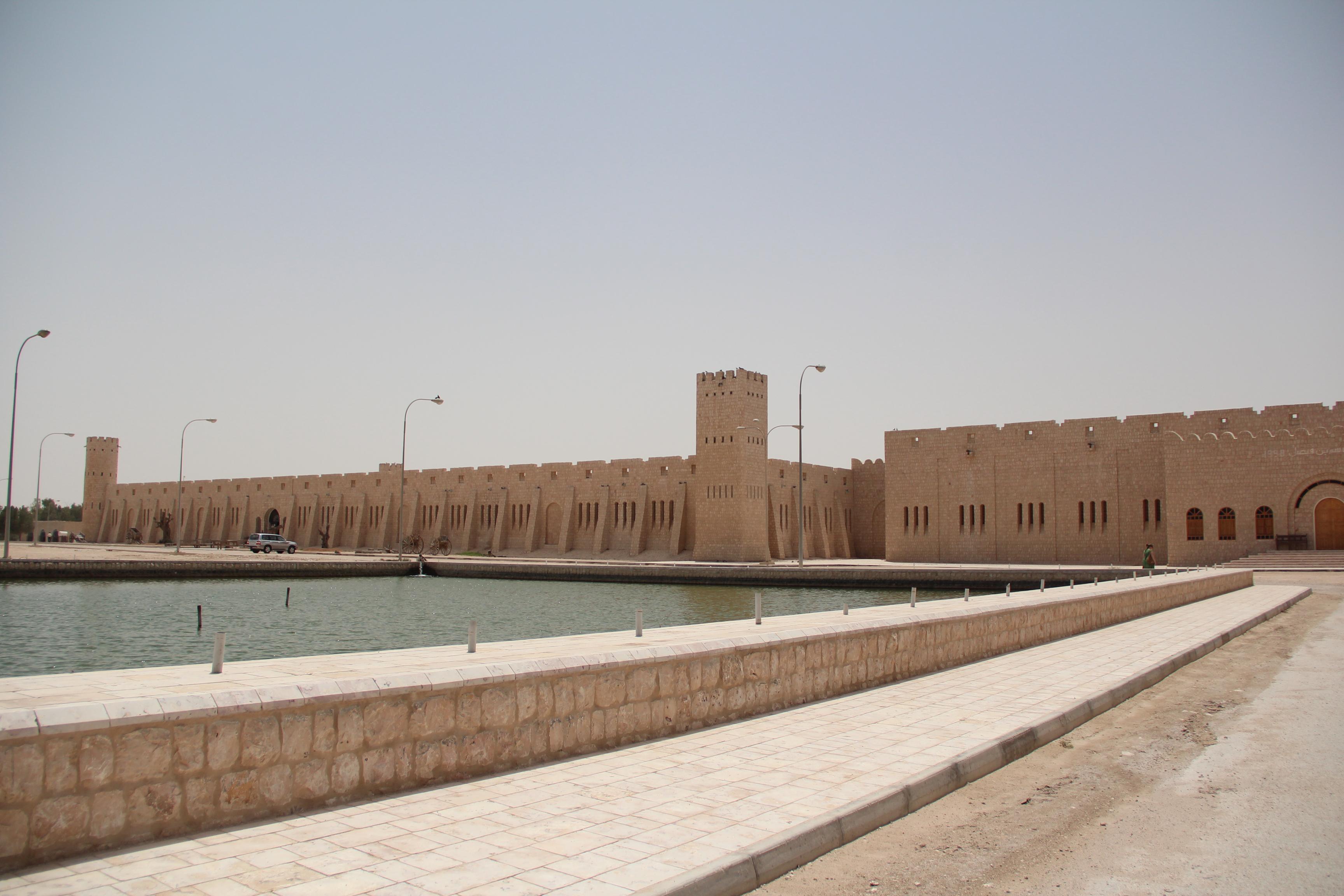
مدخل المتحف.

متحف فيصل بن قاسم آل ثاني هو متحف خاص يقع في بلدية الريان في قطر. تم افتتاح المتحف المكون من ثلاثة طوابق في عام 1998 من قبل فيصل بن قاسم آل ثاني الذي يشمل مساحة قدرها 530,000 متر مربع.

## الموقع
يقع المتحف في السمريا وهي منطقة الشحانية التي تبعد حوالي 20 كيلومتر غرب العاصمة الدوحة. يمكن الوصول إليه من خلال طريق دخان.

## التاريخ

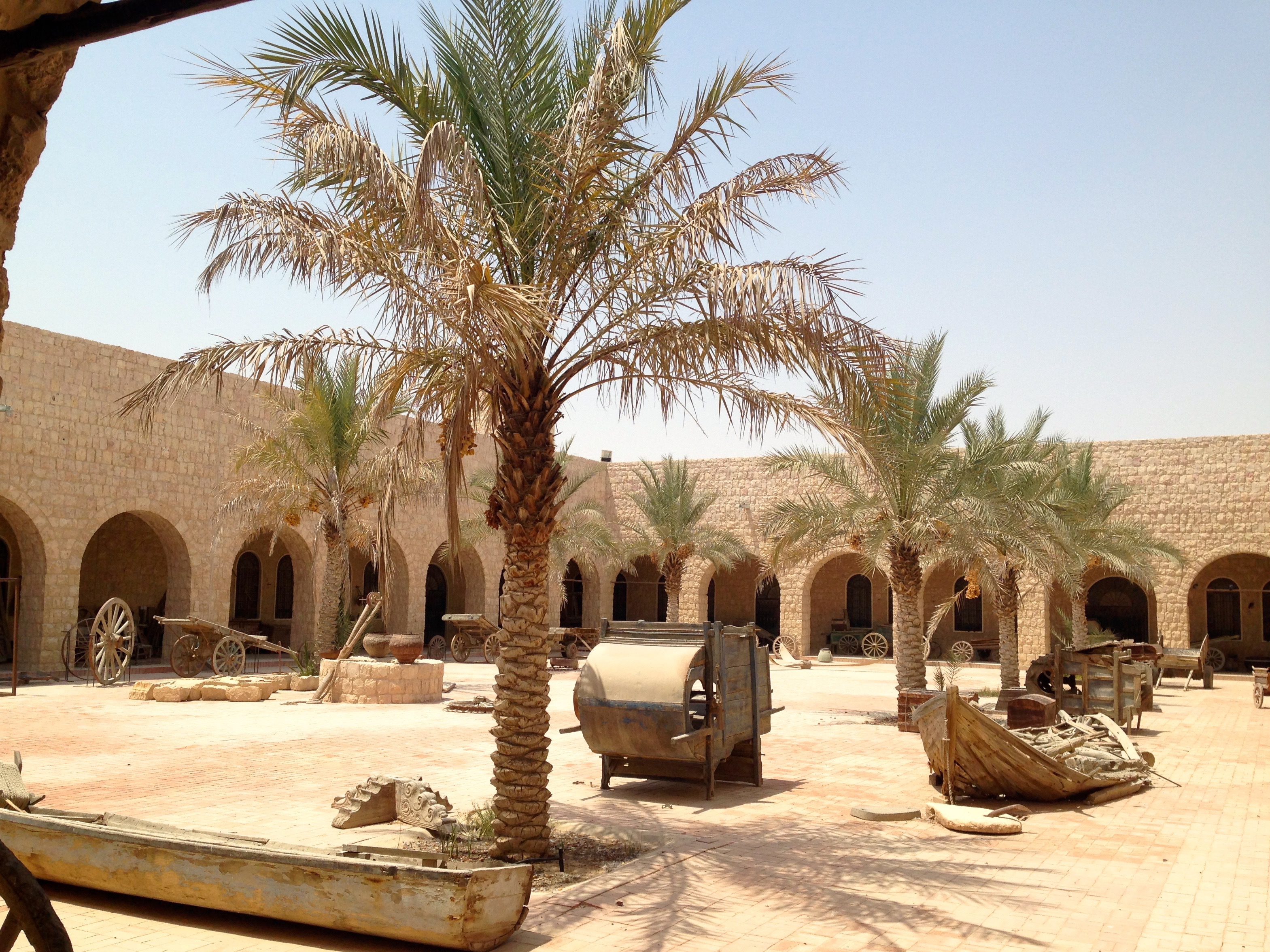
ساحة المتحف.

في عام 1998 افتتح فيصل بن قاسم آل ثاني المتحف للجمهور. تم بناء المتحف الذي يتألف من ثلاثة مبان فوق قلعة تاريخية في السمرية. قال فيصل أن هدفه هو الحفاظ على التراث الثقافي القطري وتعزيزه من خلال وضع القطع الأثرية التقليدية والأعمال الفنية داخل المتحف.

## المجموعات
هناك خمس عشرة قاعة في المتحف تستوعب ما مجموعه أكثر من 15,000 قطعة أثرية. تم جمع جميع القطع الأثرية في المتحف من قبل فيصل على مدى 50 عاما. تصنف القطع الأثرية إلى أربع فئات رئيسية: الفن الإسلامي والسيارات والعملات المعدنية والتحف القطرية التقليدية. توجد مادة من كل فئة في غرف منفصلة ذات مواضيع متميزة.

### الفن الإسلامي
هناك ثمانية قاعات مخصصة تعرض الأعمال الفنية الإسلامية. تشمل هذه الفئة قاعة للمنسوجات الإسلامية وقاعة للمخطوطات الإسلامية وقاعة للوحات الإسلامية وقاعة تعرض آيات القرآن.

### السيارات

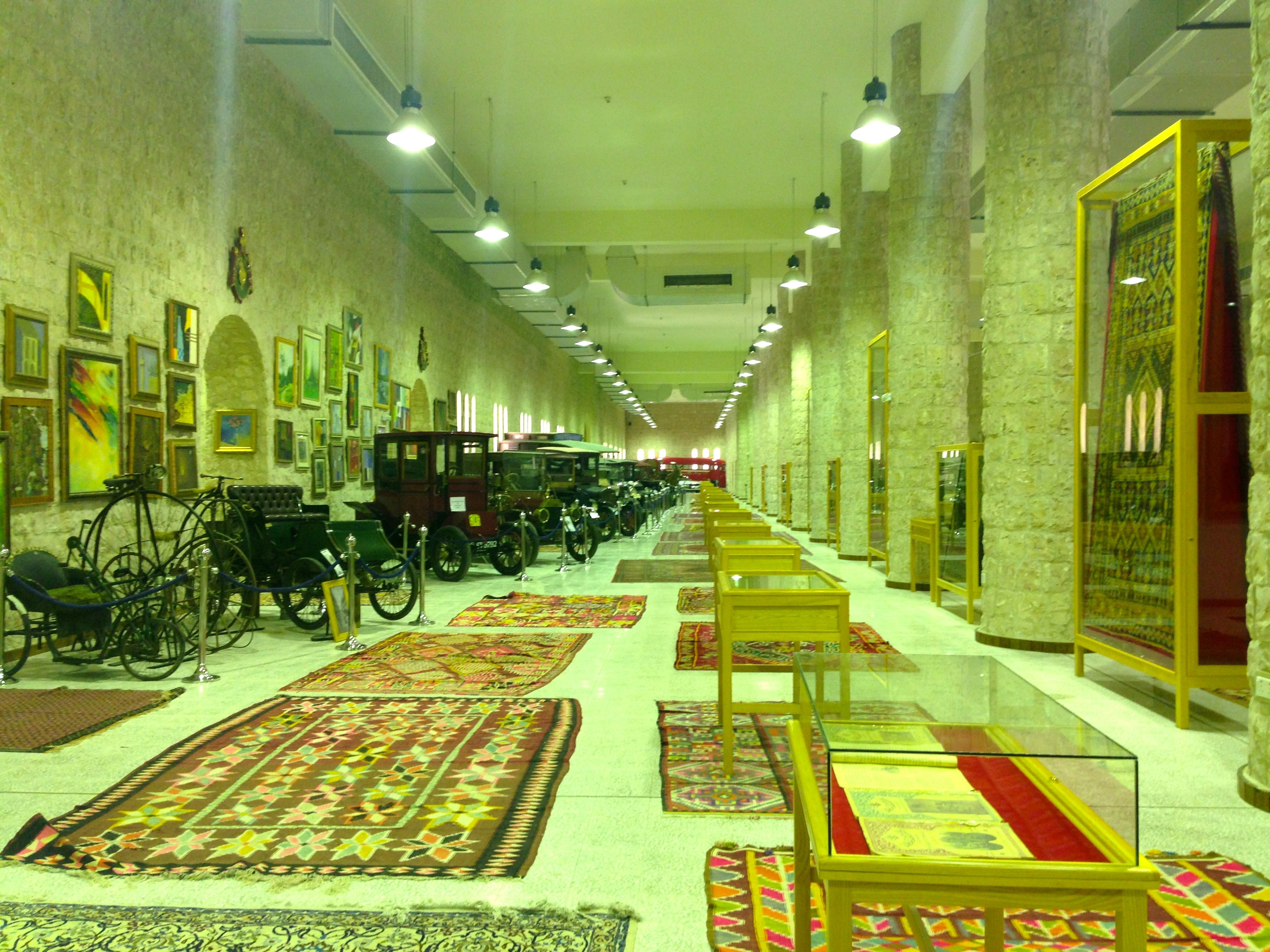
مجموعة من السيارات والتحف في المتحف.

يتم عرض عدة أنواع من المركبات من فترات متفاوتة في عدد من القاعات. يتم عرض السيارات التي يرجع تاريخها إلى عام 1885 فصاعدا وكذلك السيارات السابقة التي استخدمها المسؤولون الحكوميون. علاوة على ذلك يتم عرض عدد من الدراجات النارية والدراجات الهوائية المختلفة.

### العملات النقدية
قاعات العملات القديمة تعرض العملات المعدنية والفضية والذهبية المستخدمة خلال وقبل ظهور الإسلام في الشرق الأوسط والعملات المعاصرة في العديد من البلدان.

### التراث القطري
تختلف القطع الأثرية القطرية التقليدية في المتحف اختلافا واسعا في الموضوع بدءا من معدات اللؤلؤ والمراكب الشراعية والحرف اليدوية البدوية.